# Westerlinde
Westerlinde ist ein Ortsteil der Gemeinde Burgdorf, die zur Samtgemeinde Baddeckenstedt im Landkreis Wolfenbüttel in Niedersachsen gehört.

## Geografie
Folgende Orte umgeben Westerlinde:
- Hohenassel und Burgdorf im Norden
- Burgdorf bei Osterlinde im Nordosten
- Osterlinde im Ostnordosten
- Gustedt im Südosten
- Oelber am weißen Wege im Süden
- Wartjenstedt im Südwesten
- Luttrum im Westen
- Nettlingen im Nordwesten

Westerlinde liegt nordwestlich der Lichtenberge, dem Nordwestteil des Salzgitter-Höhenzugs.

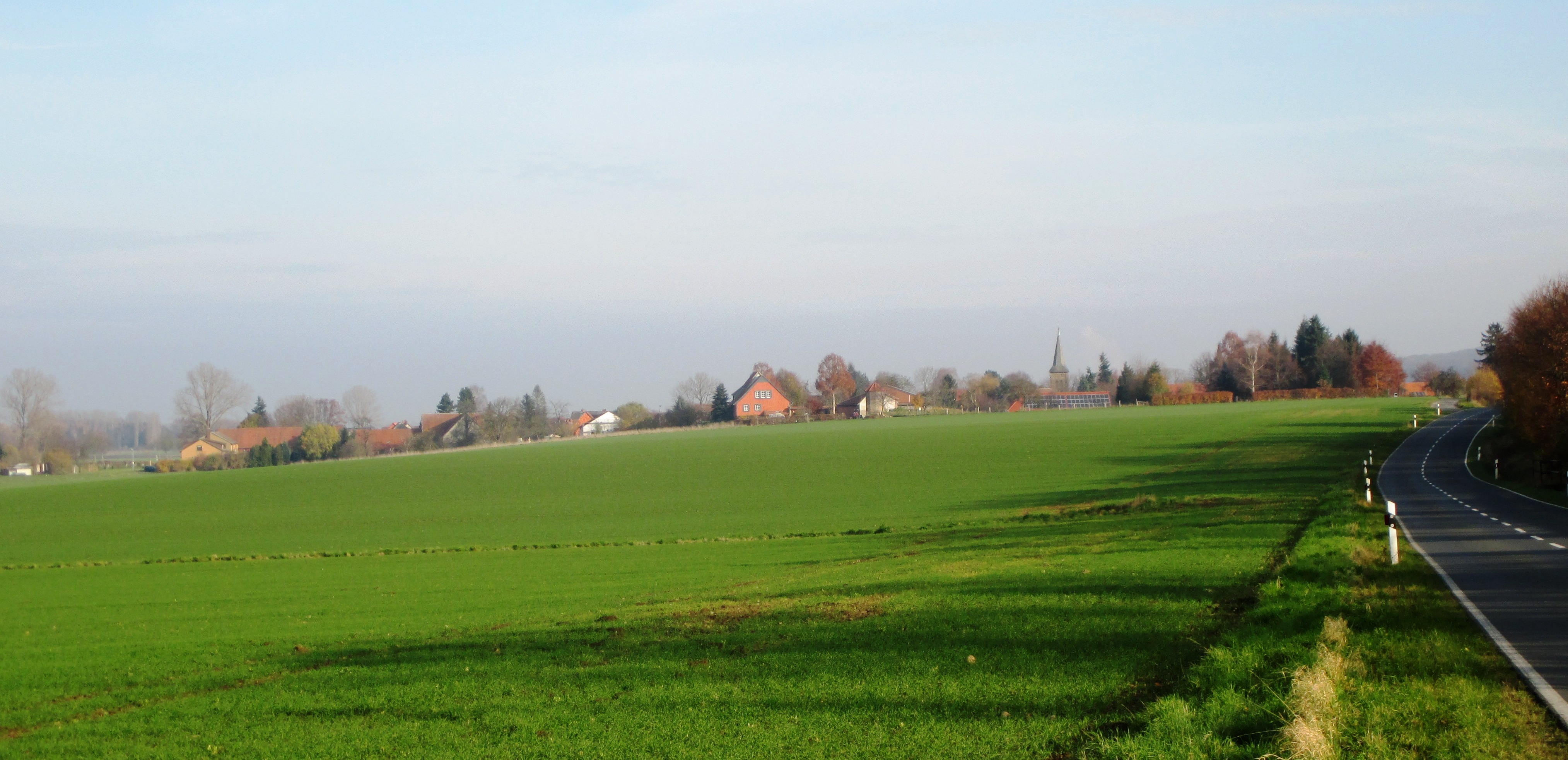
Westlicher Ortsrand von Westerlinde

## Geschichte
Es wird davon ausgegangen, dass bereits 500 bis 800 n. Chr. Siedlungen im Gebiet des heutigen Dorfes bestanden.
Im Jahr 1022 wird in einer Stiftungsurkunde des Hildesheimer Klosters St. Michael erstmals ein Ort namens Linnethe erwähnt. Dies kann jedoch nicht eindeutig mit der erstmaligen urkundlichen Erwähnung Westerlindes gleichgesetzt werden, da unbekannt ist, ob Osterlinde oder Westerlinde gemeint war. 1480 (nach anderen Quellen erst 1548 im Lichtenberger Erbregister) lässt sich die Bezeichnung Westerlinde zur Unterscheidung vom Nachbardorf erstmals nachweisen.
Seit 1187 besaß die Adelsfamilie von Linde (Lindethe) Ländereien, bis sie 1553 ausstarb. Daneben hatten jedoch weitere Familien wie die Edelherren von Meinersen oder die Familien von Saldern und von Hagen Grundbesitz im Dorf. 1273 erhielten zudem das Kloster Dorstadt und die Wohldenberger Grafen Eigentum in Westerlinde.
Westerlinde gehörte seit dem späten Mittelalter zum Amt Lichtenberg und damit zum Fürstentum Braunschweig-Wolfenbüttel. Im Dreißigjährigen Krieg 1618 bis 1648 wurde auch Westerlinde nicht von Zerstörung verschont. 1626 ließen sich kurzzeitig Truppen im Dorf nieder. Bei deren Abzug wurde das Dorf bis auf die Kirche niedergebrannt.
Das älteste erhaltene Wohnhaus im Ort stammt aus dem Jahr 1661. Das Fachwerkhaus wurde in der ersten Hälfte der 1990er Jahre renoviert.
Seit mindestens Anfang des 18. Jahrhunderts existierte im Ort eine Schule, die 1976 geschlossen wurde.
Von 1840 bis 1920 nahm die Zahl der landwirtschaftlichen Betriebe in Westerlinde deutlich ab. In dieser Zeit siedelten sich viele kleinere Handwerksbetriebe im Dorf an.

### Einwohnerentwicklung
| Burgdorf-Westerlinde – Bevölkerungsentwicklung seit 1539 | Burgdorf-Westerlinde – Bevölkerungsentwicklung seit 1539 | Burgdorf-Westerlinde – Bevölkerungsentwicklung seit 1539                                                              |
| Jahr                                                     | Einwohner                                                | Entwicklung |
| -------------------------------------------------------- | -------------------------------------------------------- | --- |
| 1539                                                     | 94                                                       | Hier fehlt eine Grafik, die leider im Moment aus technischen Gründen nicht angezeigt werden kann. Wir arbeiten daran! |
| 1573                                                     | 93                                                       | Hier fehlt eine Grafik, die leider im Moment aus technischen Gründen nicht angezeigt werden kann. Wir arbeiten daran! |
| 1632                                                     | 83                                                       | Hier fehlt eine Grafik, die leider im Moment aus technischen Gründen nicht angezeigt werden kann. Wir arbeiten daran! |
| 1663                                                     | 72                                                       | Hier fehlt eine Grafik, die leider im Moment aus technischen Gründen nicht angezeigt werden kann. Wir arbeiten daran! |
| 1770                                                     | 152                                                      | Hier fehlt eine Grafik, die leider im Moment aus technischen Gründen nicht angezeigt werden kann. Wir arbeiten daran! |
| 1802                                                     | 200                                                      | Hier fehlt eine Grafik, die leider im Moment aus technischen Gründen nicht angezeigt werden kann. Wir arbeiten daran! |
| 1814                                                     | 195                                                      | Hier fehlt eine Grafik, die leider im Moment aus technischen Gründen nicht angezeigt werden kann. Wir arbeiten daran! |
| 1851                                                     | 224                                                      | Hier fehlt eine Grafik, die leider im Moment aus technischen Gründen nicht angezeigt werden kann. Wir arbeiten daran! |
| 1933                                                     | 187                                                      | Hier fehlt eine Grafik, die leider im Moment aus technischen Gründen nicht angezeigt werden kann. Wir arbeiten daran! |
| 1933                                                     | 279                                                      | Hier fehlt eine Grafik, die leider im Moment aus technischen Gründen nicht angezeigt werden kann. Wir arbeiten daran! |

## Kultur und Sehenswürdigkeiten

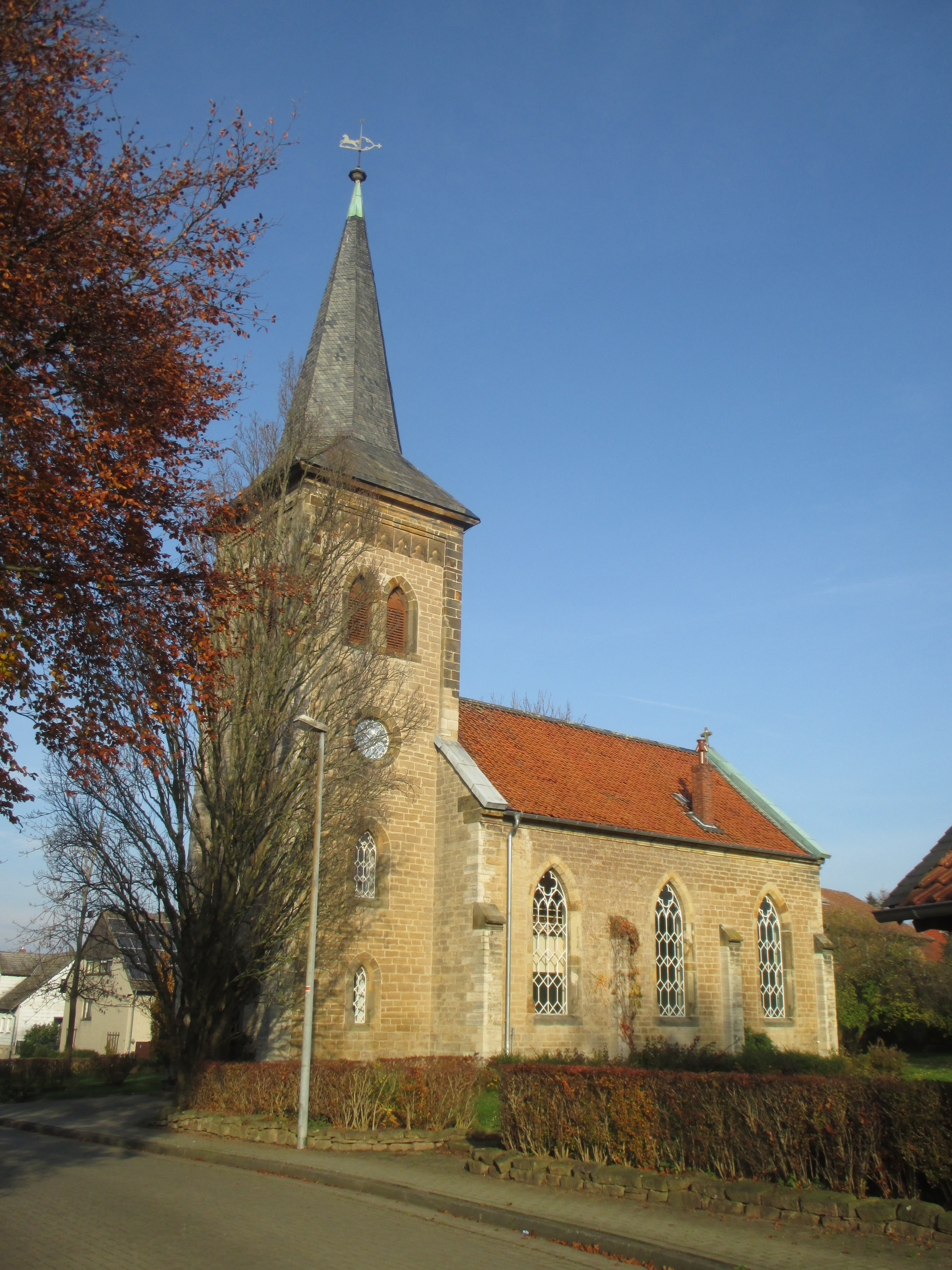
Evangelische Kirche

- Seit mindestens 1542 gab es in Westerlinde einen Pfarrer. Die heutige evangelische Kirche wurde jedoch erst 1874 bis 1876 erbaut. Erwähnenswert ist zudem das Pfarrhaus, ein Fachwerkhaus aus dem Jahr 1815.
- Das unter Denkmalschutz stehende Fachwerkhaus im Bocksweg stammt aus dem Jahr 1661.

## Wirtschaft und Infrastruktur

### Verkehrsanbindung
Westerlinde liegt an einer Kreisstraße, die Oelber am weißen Wege im Süden mit Osterlinde im Ostnordosten verbindet. Wichtiger ist jedoch die parallel zu dieser verlaufende Bundesautobahn 39, die bei Westerlinde eine Ausfahrt sowie einen Autohof besitzt und Wolfsburg, Salzgitter und Braunschweig an die Bundesautobahn 7 anbindet.
Weiterhin ist eine zweite Kreisstraße erwähnenswert, die in Richtung Norden nach Hohenassel führt.
Die nächstgelegenen Bahnhöfe befinden sich in Salzgitter-Lebenstedt an der Bahnstrecke Salzgitter-Drütte–Derneburg und in Baddeckenstedt an der Bahnstrecke Hildesheim–Goslar.